# گرگور رابینوویچ
گرگور رابینوویچ (آلمانی: Gregor Rabinovitch؛ ‏ ۲ آوریل ۱۸۸۹ – ۱۲ نوامبر ۱۹۵۳) تهیه‌کننده فیلم اهل اوکراین بود.
از فیلم‌هایی که وی در آن‌ها نقش داشته‌است، می‌توان به قلبم تو را می‌خواند، جبل طارق، بندر مه‌آلود، آیدا، مادام کاملیا و افسانه فاوست اشاره نمود.